# Artavazde V d'Arménie
Pour les articles homonymes, voir Artavazde.
Artavazde V d'Arménie (en arménien Արտավազդ Ե) est roi d'Arménie vers 260 ap. J.-C. ; il est vassal des Perses sassanides.

## Éléments de biographie
Selon la tradition arménienne et les anciens historiens, après le meurtre en 252 du roi Tiridate II d'Arménie par un seigneur parthe de la Maison de Suren nommé Anak, ses enfants Tiridate III et Khosrov II se réfugient auprès des Romains. Les Perses du roi Chapour Ier occupent le pays et le grand roi installe à la place de Tiridate II un roi à sa dévotion nommé Artavazde, cinquième de ce nom. Le désastre de l'empereur Valérien, capturé par Chapour Ier en 260, ne peut qu'affermir la domination iranienne en Arménie. 
Cyrille Toumanoff identifie ce roi Artavazde avec le personnage de la grande inscription de Naqsh-e Rostam, connue des historiens occidentaux sous le nom de « Res gestae divi Saporis » que le roi Chapour Ier nomme immédiatement après notre fille la reine des reines Adour-anâhîd : notre fils Hormizd-Ardaschir, grand roi d'Arménie. Il s'agirait donc du fils aîné et prince héritier de Chapour Ier, le futur Grand-roi Hormizd Ier à qui l'Arménie aurait été donnée en apanage de 252 à 271.

## Article lié
- Hormizd Ier